# Grand Prix Cycliste de Montréal 2022
Grand Prix Cycliste de Montréal 2022 – 11. edycja wyścigu kolarskiego Grand Prix Cycliste de Montréal, która odbyła się 11 września 2022 na liczącej ponad 221 kilometrów trasie wokół Montrealu. Impreza kategorii 1.UWT była częścią UCI World Tour 2022.

## Uczestnicy

### Drużyny
| WorldTeams (18)- AG2R Citroën Team - Astana Qazaqstan Team - Bahrain Victorious - Bora-Hansgrohe - Cofidis - EF Education-EasyPost - Groupama-FDJ - Ineos Grenadiers - Intermarché-Wanty-Gobert Matériaux - Israel-Premier Tech - Jumbo-Visma - Lotto-Soudal - Movistar Team - Quick-Step Alpha Vinyl - BikeExchange-Jayco - Team DSM - Trek-Segafredo - UAE Team Emirates ProTeams (2)- Arkéa-Samsic - TotalEnergies Reprezentacja- Kanada |
| |

### Lista startowa
| AG2R Citroën Team ACT | AG2R Citroën Team ACT        | AG2R Citroën Team ACT |
| --------------------- | ---------------------------- | --------------------- |
| Nr                    | Kolarz                       | Miejsce               |
| 1                     | Greg Van Avermaet (BEL)      | 16.                   |
| 2                     | Mikaël Cherel (FRA)          | DNF                   |
| 3                     | Benoît Cosnefroy (FRA)       | 20.                   |
| 4                     | Stan Dewulf (BEL)            | 46.                   |
| 5                     | Aurélien Paret-Peintre (FRA) | 71.                   |
| 6                     | Michael Schär (SUI)          | DNF                   |
| 7                     | Clément Venturini (FRA)      | DNF                   |

| Jumbo-Visma TJV | Jumbo-Visma TJV                | Jumbo-Visma TJV |
| --------------- | ------------------------------ | --------------- |
| Nr              | Kolarz                         | Miejsce         |
| 11              | Wout van Aert (BEL)            | 2.              |
| 12              | Pascal Eenkhoorn (NED) (szosa) | 65.             |
| 13              | Tobias Foss (NOR)              | 40.             |
| 14              | Christophe Laporte (FRA)       | 75.             |
| 15              | Timo Roosen (NED)              | DNF             |
| 16              | Tosh Van der Sande (BEL)       | 56.             |
| 17              | Nathan Van Hooydonck (BEL)     | 66.             |

| Ineos Grenadiers IGD | Ineos Grenadiers IGD         | Ineos Grenadiers IGD |
| -------------------- | ---------------------------- | -------------------- |
| Nr                   | Kolarz                       | Miejsce              |
| 21                   | Geraint Thomas (GBR)         | DNF                  |
| 22                   | Edward Dunbar (IRL)          | 69.                  |
| 23                   | Daniel Felipe Martínez (COL) | 25.                  |
| 24                   | Kim Heiduk (GER)             | DNF                  |
| 25                   | Luke Rowe (GBR)              | DNF                  |
| 26                   | Ben Swift (GBR)              | 64.                  |
| 27                   | Adam Yates (GBR)             | 4.                   |

| UAE Team Emirates UAD | UAE Team Emirates UAD | UAE Team Emirates UAD |
| --------------------- | --------------------- | --------------------- |
| Nr                    | Kolarz                | Miejsce               |
| 31                    | Tadej Pogačar (SLO)   | 1.                    |
| 32                    | George Bennett (NZL)  | DNF                   |
| 33                    | Rui Costa (POR)       | DNF                   |
| 34                    | Alessandro Covi (ITA) | DNF                   |
| 35                    | Davide Formolo (ITA)  | DNF                   |
| 36                    | Ryan Gibbons (RSA)    | DNF                   |
| 37                    | Diego Ulissi (ITA)    | 17.                   |

| Bora-Hansgrohe BOH | Bora-Hansgrohe BOH     | Bora-Hansgrohe BOH |
| ------------------ | ---------------------- | ------------------ |
| Nr                 | Kolarz                 | Miejsce            |
| 41                 | Patrick Konrad (AUT)   | 34.                |
| 42                 | Giovanni Aleotti (ITA) | 7.                 |
| 43                 | Cesare Benedetti (POL) | 73.                |
| 44                 | Patrick Gamper (AUT)   | DNF                |
| 45                 | Ide Schelling (NED)    | DNF                |
| 46                 | Frederik Wandahl (DEN) | 30.                |
| 47                 | Ben Zwiehoff (GER)     | 41.                |

| Intermarché-Wanty-Gobert Matériaux IWG | Intermarché-Wanty-Gobert Matériaux IWG | Intermarché-Wanty-Gobert Matériaux IWG |
| -------------------------------------- | -------------------------------------- | -------------------------------------- |
| Nr                                     | Kolarz                                 | Miejsce                                |
| 51                                     | Biniam Girmay (ERI)                    | DNF                                    |
| 52                                     | Sven Erik Bystrøm (NOR)                | 21.                                    |
| 53                                     | Théo Delacroix (FRA)                   | DNF                                    |
| 54                                     | Andrea Pasqualon (ITA)                 | DNF                                    |
| 55                                     | Baptiste Planckaert (BEL)              | DNF                                    |
| 56                                     | Loïc Vliegen (BEL)                     | DNF                                    |
| 57                                     | Georg Zimmermann (GER)                 | 14.                                    |

| Bahrain Victorious TBV | Bahrain Victorious TBV    | Bahrain Victorious TBV |
| ---------------------- | ------------------------- | ---------------------- |
| Nr                     | Kolarz                    | Miejsce                |
| 61                     | Matej Mohorič (SLO)       | DNF                    |
| 62                     | Pello Bilbao (ESP)        | 9.                     |
| 63                     | Damiano Caruso (ITA)      | 45.                    |
| 64                     | Hermann Pernsteiner (AUT) | 27.                    |
| 65                     | Jonathan Milan (ITA)      | DNF                    |
| 66                     | Jan Tratnik (SLO)         | 36.                    |
| 67                     | Matevž Govekar (SLO)      | DNF                    |

| Quick-Step Alpha Vinyl QST | Quick-Step Alpha Vinyl QST  | Quick-Step Alpha Vinyl QST |
| -------------------------- | --------------------------- | -------------------------- |
| Nr                         | Kolarz                      | Miejsce                    |
| 71                         | Andrea Bagioli (ITA)        | 3.                         |
| 72                         | Josef Černý (CZE)           | DNF                        |
| 73                         | Mikkel Frølich Honoré (DEN) | 11.                        |
| 74                         | James Knox (GBR)            | DNF                        |
| 75                         | Mauro Schmid (SUI)          | 6.                         |
| 76                         | Stan Van Tricht (BEL)       | 52.                        |
| 77                         | Mauri Vansevenant (BEL)     | 42.                        |

| Groupama-FDJ GFC | Groupama-FDJ GFC       | Groupama-FDJ GFC |
| ---------------- | ---------------------- | ---------------- |
| Nr               | Kolarz                 | Miejsce          |
| 81               | Antoine Duchesne (CAN) | 70.              |
| 82               | David Gaudu (FRA)      | 5.               |
| 84               | Lewis Askey (GBR)      | 68.              |
| 85               | Anthony Roux (FRA)     | 59.              |
| 86               | Michael Storer (AUS)   | 31.              |
| 87               | Attila Valter (HUN)    | 18.              |

| Cofidis COF | Cofidis COF              | Cofidis COF |
| ----------- | ------------------------ | ----------- |
| Nr          | Kolarz                   | Miejsce     |
| 91          | Guillaume Martin (FRA)   | 23.         |
| 92          | Ion Izagirre (ESP)       | 63.         |
| 93          | Alexandre Delettre (FRA) | DNF         |
| 94          | Eddy Finé (FRA)          | DNF         |
| 95          | Wesley Kreder (NED)      | DNF         |
| 96          | André Carvalho (POR)     | DNF         |
| 97          | Hugo Toumire (FRA)       | 76.         |

| Lotto-Soudal LTS | Lotto-Soudal LTS         | Lotto-Soudal LTS |
| ---------------- | ------------------------ | ---------------- |
| Nr               | Kolarz                   | Miejsce          |
| 101              | Sébastien Grignard (BEL) | 74.              |
| 102              | Carlos Barbero (ESP)     | 50.              |
| 103              | Matthew Holmes (GBR)     | DNF              |
| 104              | Viktor Verschaeve (BEL)  | 72.              |
| 105              | Sylvain Moniquet (BEL)   | 26.              |
| 106              | Harm Vanhoucke (BEL)     | 58.              |
| 107              | Florian Vermeersch (BEL) | DNF              |

| BikeExchange-Jayco BEX | BikeExchange-Jayco BEX | BikeExchange-Jayco BEX |
| ---------------------- | ---------------------- | ---------------------- |
| Nr                     | Kolarz                 | Miejsce                |
| 111                    | Michael Matthews (AUS) | 13.                    |
| 112                    | Alexandre Balmer (SUI) | 39.                    |
| 113                    | Kevin Colleoni (ITA)   | 44.                    |
| 114                    | Damien Howson (AUS)    | DNF                    |
| 115                    | Tanel Kangert (EST)    | DNF                    |
| 116                    | Jan Maas (NED)         | DNF                    |
| 117                    | Nick Schultz (AUS)     | DNF                    |

| Trek-Segafredo TFS | Trek-Segafredo TFS   | Trek-Segafredo TFS |
| ------------------ | -------------------- | ------------------ |
| Nr                 | Kolarz               | Miejsce            |
| 121                | Jasper Stuyven (BEL) | 62.                |
| 122                | Tony Gallopin (FRA)  | DNF                |
| 123                | Alexander Kamp (DEN) | 57.                |
| 124                | Jacopo Mosca (ITA)   | DNF                |
| 125                | Quinn Simmons (USA)  | DNF                |
| 126                | Toms Skujiņš (LAT)   | 12.                |
| 127                | Otto Vergaerde (BEL) | DNF                |

| Movistar Team MOV | Movistar Team MOV         | Movistar Team MOV |
| ----------------- | ------------------------- | ----------------- |
| Nr                | Kolarz                    | Miejsce           |
| 131               | Alex Aranburu (ESP)       | 22.               |
| 132               | Jorge Arcas (ESP)         | 51.               |
| 133               | Iván García Cortina (ESP) | DNF               |
| 134               | Juri Hollmann (GER)       | DNF               |
| 135               | Gorka Izagirre (ESP)      | 38.               |
| 136               | William Barta (USA)       | 55.               |
| 137               | Oier Lazkano (ESP)        | 33.               |

| Israel-Premier Tech IPT | Israel-Premier Tech IPT | Israel-Premier Tech IPT |
| ----------------------- | ----------------------- | ----------------------- |
| Nr                      | Kolarz                  | Miejsce                 |
| 141                     | Hugo Houle (CAN)        | DNF                     |
| 142                     | Guillaume Boivin (CAN)  | 37.                     |
| 143                     | Simon Clarke (AUS)      | 35.                     |
| 144                     | Jakob Fuglsang (DEN)    | 28.                     |
| 145                     | Krists Neilands (LAT)   | DNF                     |
| 146                     | Giacomo Nizzolo (ITA)   | DNF                     |
| 147                     | Sep Vanmarcke (BEL)     | 15.                     |

| Team DSM DSM | Team DSM DSM               | Team DSM DSM |
| ------------ | -------------------------- | ------------ |
| Nr           | Kolarz                     | Miejsce      |
| 151          | Romain Bardet (FRA)        | 8.           |
| 152          | Søren Kragh Andersen (DEN) | DNF          |
| 153          | Romain Combaud (FRA)       | 54.          |
| 154          | Nils Eekhoff (NED)         | DNF          |
| 155          | Andreas Leknessund (NOR)   | 53.          |
| 156          | Martijn Tusveld (NED)      | DNF          |
| 157          | Pavel Bittner (CZE)        | DNF          |

| EF Education-EasyPost EFE | EF Education-EasyPost EFE | EF Education-EasyPost EFE |
| ------------------------- | ------------------------- | ------------------------- |
| Nr                        | Kolarz                    | Miejsce                   |
| 161                       | Magnus Cort Nielsen (DEN) | 61.                       |
| 162                       | Alberto Bettiol (ITA)     | 47.                       |
| 163                       | Simon Carr (GBR)          | 60.                       |
| 164                       | Ruben Guerreiro (POR)     | 24.                       |
| 165                       | Andrea Piccolo (ITA)      | DNF                       |
| 166                       | Neilson Powless (USA)     | DNF                       |
| 167                       | Jens Keukeleire (BEL)     | DNF                       |

| Astana Qazaqstan Team AST | Astana Qazaqstan Team AST | Astana Qazaqstan Team AST |
| ------------------------- | ------------------------- | ------------------------- |
| Nr                        | Kolarz                    | Miejsce                   |
| 171                       | Joe Dombrowski (USA)      | DNF                       |
| 172                       | Manuele Boaro (ITA)       | DNF                       |
| 173                       | Fabio Felline (ITA)       | DNF                       |
| 174                       | Antonio Nibali (ITA)      | DNF                       |
| 175                       | Christian Scaroni (ITA)   | DNF                       |
| 176                       | Simone Velasco (ITA)      | 32.                       |
| 177                       | Andriej Zejc (KAZ)        | 29.                       |

| Arkéa-Samsic ARK | Arkéa-Samsic ARK        | Arkéa-Samsic ARK |
| ---------------- | ----------------------- | ---------------- |
| Nr               | Kolarz                  | Miejsce          |
| 181              | Warren Barguil (FRA)    | 10.              |
| 182              | Winner Anacona (COL)    | DNF              |
| 183              | Benjamin Declercq (BEL) | DNF              |
| 184              | Matis Louvel (FRA)      | 67.              |
| 185              | Laurent Pichon (FRA)    | 49.              |
| 186              | Alan Riou (FRA)         | DNF              |
| 187              | Louis Barré (FRA)       | 43.              |

| TotalEnergies TEN | TotalEnergies TEN         | TotalEnergies TEN |
| ----------------- | ------------------------- | ----------------- |
| Nr                | Kolarz                    | Miejsce           |
| 191               | Peter Sagan (SVK) (szosa) | DNF               |
| 192               | Maciej Bodnar (POL)       | DNF               |
| 193               | Fabien Doubey (FRA)       | DNF               |
| 194               | Pierre Latour (FRA)       | 19.               |
| 195               | Daniel Oss (ITA)          | DNF               |
| 196               | Paul Ourselin (FRA)       | 48.               |
| 197               | Anthony Turgis (FRA)      | DNF               |

| Kanada CAN | Kanada CAN          | Kanada CAN |
| ---------- | ------------------- | ---------- |
| Nr         | Kolarz              | Miejsce    |
| 202        | Nicolas Côté        | DNF        |
| 203        | Thomas Schellenberg | DNF        |
| 204        | Matteo Dal-Cin      | DNF        |
| 205        | Carson Miles        | DNF        |
| 206        | Quentin Cowan       | DNF        |
| 207        | Nicolas Rivard      | DNF        |

| AG2R Citroën Team ACT | AG2R Citroën Team ACT        | AG2R Citroën Team ACT |
| --------------------- | ---------------------------- | --------------------- |
| Nr                    | Kolarz                       | Miejsce               |
| 1                     | Greg Van Avermaet (BEL)      | 16.                   |
| 2                     | Mikaël Cherel (FRA)          | DNF                   |
| 3                     | Benoît Cosnefroy (FRA)       | 20.                   |
| 4                     | Stan Dewulf (BEL)            | 46.                   |
| 5                     | Aurélien Paret-Peintre (FRA) | 71.                   |
| 6                     | Michael Schär (SUI)          | DNF                   |
| 7                     | Clément Venturini (FRA)      | DNF                   |

| Jumbo-Visma TJV | Jumbo-Visma TJV                | Jumbo-Visma TJV |
| --------------- | ------------------------------ | --------------- |
| Nr              | Kolarz                         | Miejsce         |
| 11              | Wout van Aert (BEL)            | 2.              |
| 12              | Pascal Eenkhoorn (NED) (szosa) | 65.             |
| 13              | Tobias Foss (NOR)              | 40.             |
| 14              | Christophe Laporte (FRA)       | 75.             |
| 15              | Timo Roosen (NED)              | DNF             |
| 16              | Tosh Van der Sande (BEL)       | 56.             |
| 17              | Nathan Van Hooydonck (BEL)     | 66.             |

| Ineos Grenadiers IGD | Ineos Grenadiers IGD         | Ineos Grenadiers IGD |
| -------------------- | ---------------------------- | -------------------- |
| Nr                   | Kolarz                       | Miejsce              |
| 21                   | Geraint Thomas (GBR)         | DNF                  |
| 22                   | Edward Dunbar (IRL)          | 69.                  |
| 23                   | Daniel Felipe Martínez (COL) | 25.                  |
| 24                   | Kim Heiduk (GER)             | DNF                  |
| 25                   | Luke Rowe (GBR)              | DNF                  |
| 26                   | Ben Swift (GBR)              | 64.                  |
| 27                   | Adam Yates (GBR)             | 4.                   |

| UAE Team Emirates UAD | UAE Team Emirates UAD | UAE Team Emirates UAD |
| --------------------- | --------------------- | --------------------- |
| Nr                    | Kolarz                | Miejsce               |
| 31                    | Tadej Pogačar (SLO)   | 1.                    |
| 32                    | George Bennett (NZL)  | DNF                   |
| 33                    | Rui Costa (POR)       | DNF                   |
| 34                    | Alessandro Covi (ITA) | DNF                   |
| 35                    | Davide Formolo (ITA)  | DNF                   |
| 36                    | Ryan Gibbons (RSA)    | DNF                   |
| 37                    | Diego Ulissi (ITA)    | 17.                   |

| Bora-Hansgrohe BOH | Bora-Hansgrohe BOH     | Bora-Hansgrohe BOH |
| ------------------ | ---------------------- | ------------------ |
| Nr                 | Kolarz                 | Miejsce            |
| 41                 | Patrick Konrad (AUT)   | 34.                |
| 42                 | Giovanni Aleotti (ITA) | 7.                 |
| 43                 | Cesare Benedetti (POL) | 73.                |
| 44                 | Patrick Gamper (AUT)   | DNF                |
| 45                 | Ide Schelling (NED)    | DNF                |
| 46                 | Frederik Wandahl (DEN) | 30.                |
| 47                 | Ben Zwiehoff (GER)     | 41.                |

| Intermarché-Wanty-Gobert Matériaux IWG | Intermarché-Wanty-Gobert Matériaux IWG | Intermarché-Wanty-Gobert Matériaux IWG |
| -------------------------------------- | -------------------------------------- | -------------------------------------- |
| Nr                                     | Kolarz                                 | Miejsce                                |
| 51                                     | Biniam Girmay (ERI)                    | DNF                                    |
| 52                                     | Sven Erik Bystrøm (NOR)                | 21.                                    |
| 53                                     | Théo Delacroix (FRA)                   | DNF                                    |
| 54                                     | Andrea Pasqualon (ITA)                 | DNF                                    |
| 55                                     | Baptiste Planckaert (BEL)              | DNF                                    |
| 56                                     | Loïc Vliegen (BEL)                     | DNF                                    |
| 57                                     | Georg Zimmermann (GER)                 | 14.                                    |

| Bahrain Victorious TBV | Bahrain Victorious TBV    | Bahrain Victorious TBV |
| ---------------------- | ------------------------- | ---------------------- |
| Nr                     | Kolarz                    | Miejsce                |
| 61                     | Matej Mohorič (SLO)       | DNF                    |
| 62                     | Pello Bilbao (ESP)        | 9.                     |
| 63                     | Damiano Caruso (ITA)      | 45.                    |
| 64                     | Hermann Pernsteiner (AUT) | 27.                    |
| 65                     | Jonathan Milan (ITA)      | DNF                    |
| 66                     | Jan Tratnik (SLO)         | 36.                    |
| 67                     | Matevž Govekar (SLO)      | DNF                    |

| Quick-Step Alpha Vinyl QST | Quick-Step Alpha Vinyl QST  | Quick-Step Alpha Vinyl QST |
| -------------------------- | --------------------------- | -------------------------- |
| Nr                         | Kolarz                      | Miejsce                    |
| 71                         | Andrea Bagioli (ITA)        | 3.                         |
| 72                         | Josef Černý (CZE)           | DNF                        |
| 73                         | Mikkel Frølich Honoré (DEN) | 11.                        |
| 74                         | James Knox (GBR)            | DNF                        |
| 75                         | Mauro Schmid (SUI)          | 6.                         |
| 76                         | Stan Van Tricht (BEL)       | 52.                        |
| 77                         | Mauri Vansevenant (BEL)     | 42.                        |

| Groupama-FDJ GFC | Groupama-FDJ GFC       | Groupama-FDJ GFC |
| ---------------- | ---------------------- | ---------------- |
| Nr               | Kolarz                 | Miejsce          |
| 81               | Antoine Duchesne (CAN) | 70.              |
| 82               | David Gaudu (FRA)      | 5.               |
| 84               | Lewis Askey (GBR)      | 68.              |
| 85               | Anthony Roux (FRA)     | 59.              |
| 86               | Michael Storer (AUS)   | 31.              |
| 87               | Attila Valter (HUN)    | 18.              |

| Cofidis COF | Cofidis COF              | Cofidis COF |
| ----------- | ------------------------ | ----------- |
| Nr          | Kolarz                   | Miejsce     |
| 91          | Guillaume Martin (FRA)   | 23.         |
| 92          | Ion Izagirre (ESP)       | 63.         |
| 93          | Alexandre Delettre (FRA) | DNF         |
| 94          | Eddy Finé (FRA)          | DNF         |
| 95          | Wesley Kreder (NED)      | DNF         |
| 96          | André Carvalho (POR)     | DNF         |
| 97          | Hugo Toumire (FRA)       | 76.         |

| Lotto-Soudal LTS | Lotto-Soudal LTS         | Lotto-Soudal LTS |
| ---------------- | ------------------------ | ---------------- |
| Nr               | Kolarz                   | Miejsce          |
| 101              | Sébastien Grignard (BEL) | 74.              |
| 102              | Carlos Barbero (ESP)     | 50.              |
| 103              | Matthew Holmes (GBR)     | DNF              |
| 104              | Viktor Verschaeve (BEL)  | 72.              |
| 105              | Sylvain Moniquet (BEL)   | 26.              |
| 106              | Harm Vanhoucke (BEL)     | 58.              |
| 107              | Florian Vermeersch (BEL) | DNF              |

| BikeExchange-Jayco BEX | BikeExchange-Jayco BEX | BikeExchange-Jayco BEX |
| ---------------------- | ---------------------- | ---------------------- |
| Nr                     | Kolarz                 | Miejsce                |
| 111                    | Michael Matthews (AUS) | 13.                    |
| 112                    | Alexandre Balmer (SUI) | 39.                    |
| 113                    | Kevin Colleoni (ITA)   | 44.                    |
| 114                    | Damien Howson (AUS)    | DNF                    |
| 115                    | Tanel Kangert (EST)    | DNF                    |
| 116                    | Jan Maas (NED)         | DNF                    |
| 117                    | Nick Schultz (AUS)     | DNF                    |

| Trek-Segafredo TFS | Trek-Segafredo TFS   | Trek-Segafredo TFS |
| ------------------ | -------------------- | ------------------ |
| Nr                 | Kolarz               | Miejsce            |
| 121                | Jasper Stuyven (BEL) | 62.                |
| 122                | Tony Gallopin (FRA)  | DNF                |
| 123                | Alexander Kamp (DEN) | 57.                |
| 124                | Jacopo Mosca (ITA)   | DNF                |
| 125                | Quinn Simmons (USA)  | DNF                |
| 126                | Toms Skujiņš (LAT)   | 12.                |
| 127                | Otto Vergaerde (BEL) | DNF                |

| Movistar Team MOV | Movistar Team MOV         | Movistar Team MOV |
| ----------------- | ------------------------- | ----------------- |
| Nr                | Kolarz                    | Miejsce           |
| 131               | Alex Aranburu (ESP)       | 22.               |
| 132               | Jorge Arcas (ESP)         | 51.               |
| 133               | Iván García Cortina (ESP) | DNF               |
| 134               | Juri Hollmann (GER)       | DNF               |
| 135               | Gorka Izagirre (ESP)      | 38.               |
| 136               | William Barta (USA)       | 55.               |
| 137               | Oier Lazkano (ESP)        | 33.               |

| Israel-Premier Tech IPT | Israel-Premier Tech IPT | Israel-Premier Tech IPT |
| ----------------------- | ----------------------- | ----------------------- |
| Nr                      | Kolarz                  | Miejsce                 |
| 141                     | Hugo Houle (CAN)        | DNF                     |
| 142                     | Guillaume Boivin (CAN)  | 37.                     |
| 143                     | Simon Clarke (AUS)      | 35.                     |
| 144                     | Jakob Fuglsang (DEN)    | 28.                     |
| 145                     | Krists Neilands (LAT)   | DNF                     |
| 146                     | Giacomo Nizzolo (ITA)   | DNF                     |
| 147                     | Sep Vanmarcke (BEL)     | 15.                     |

| Team DSM DSM | Team DSM DSM               | Team DSM DSM |
| ------------ | -------------------------- | ------------ |
| Nr           | Kolarz                     | Miejsce      |
| 151          | Romain Bardet (FRA)        | 8.           |
| 152          | Søren Kragh Andersen (DEN) | DNF          |
| 153          | Romain Combaud (FRA)       | 54.          |
| 154          | Nils Eekhoff (NED)         | DNF          |
| 155          | Andreas Leknessund (NOR)   | 53.          |
| 156          | Martijn Tusveld (NED)      | DNF          |
| 157          | Pavel Bittner (CZE)        | DNF          |

| EF Education-EasyPost EFE | EF Education-EasyPost EFE | EF Education-EasyPost EFE |
| ------------------------- | ------------------------- | ------------------------- |
| Nr                        | Kolarz                    | Miejsce                   |
| 161                       | Magnus Cort Nielsen (DEN) | 61.                       |
| 162                       | Alberto Bettiol (ITA)     | 47.                       |
| 163                       | Simon Carr (GBR)          | 60.                       |
| 164                       | Ruben Guerreiro (POR)     | 24.                       |
| 165                       | Andrea Piccolo (ITA)      | DNF                       |
| 166                       | Neilson Powless (USA)     | DNF                       |
| 167                       | Jens Keukeleire (BEL)     | DNF                       |

| Astana Qazaqstan Team AST | Astana Qazaqstan Team AST | Astana Qazaqstan Team AST |
| ------------------------- | ------------------------- | ------------------------- |
| Nr                        | Kolarz                    | Miejsce                   |
| 171                       | Joe Dombrowski (USA)      | DNF                       |
| 172                       | Manuele Boaro (ITA)       | DNF                       |
| 173                       | Fabio Felline (ITA)       | DNF                       |
| 174                       | Antonio Nibali (ITA)      | DNF                       |
| 175                       | Christian Scaroni (ITA)   | DNF                       |
| 176                       | Simone Velasco (ITA)      | 32.                       |
| 177                       | Andriej Zejc (KAZ)        | 29.                       |

| Arkéa-Samsic ARK | Arkéa-Samsic ARK        | Arkéa-Samsic ARK |
| ---------------- | ----------------------- | ---------------- |
| Nr               | Kolarz                  | Miejsce          |
| 181              | Warren Barguil (FRA)    | 10.              |
| 182              | Winner Anacona (COL)    | DNF              |
| 183              | Benjamin Declercq (BEL) | DNF              |
| 184              | Matis Louvel (FRA)      | 67.              |
| 185              | Laurent Pichon (FRA)    | 49.              |
| 186              | Alan Riou (FRA)         | DNF              |
| 187              | Louis Barré (FRA)       | 43.              |

| TotalEnergies TEN | TotalEnergies TEN         | TotalEnergies TEN |
| ----------------- | ------------------------- | ----------------- |
| Nr                | Kolarz                    | Miejsce           |
| 191               | Peter Sagan (SVK) (szosa) | DNF               |
| 192               | Maciej Bodnar (POL)       | DNF               |
| 193               | Fabien Doubey (FRA)       | DNF               |
| 194               | Pierre Latour (FRA)       | 19.               |
| 195               | Daniel Oss (ITA)          | DNF               |
| 196               | Paul Ourselin (FRA)       | 48.               |
| 197               | Anthony Turgis (FRA)      | DNF               |

| Kanada CAN | Kanada CAN          | Kanada CAN |
| ---------- | ------------------- | ---------- |
| Nr         | Kolarz              | Miejsce    |
| 202        | Nicolas Côté        | DNF        |
| 203        | Thomas Schellenberg | DNF        |
| 204        | Matteo Dal-Cin      | DNF        |
| 205        | Carson Miles        | DNF        |
| 206        | Quentin Cowan       | DNF        |
| 207        | Nicolas Rivard      | DNF        |

Legenda: DNF – nie ukończył, OTL – przekroczył limit czasu, DNS – nie wystartował, DSQ – zdyskwalifikowany.

## Klasyfikacja generalna
| \| Klasyfikacja generalna \| Klasyfikacja generalna \| Klasyfikacja generalna \| Klasyfikacja generalna \| Klasyfikacja generalna \| \| Kolarz \| Kolarz \| Państwo \| Drużyna \| Czas \| \| ---------------------- \| ---------------------- \| ---------------------- \| ---------------------------------- \| ---------------------- \| \| 1. \| Tadej Pogačar \| Słowenia \| UAE Team Emirates \| 5h 59' 38" \| \| 2. \| Wout van Aert \| Belgia \| Jumbo-Visma \| + 0" \| \| 3. \| Andrea Bagioli \| Włochy \| Quick-Step Alpha Vinyl \| + 0" \| \| 4. \| Adam Yates \| Wielka Brytania \| Ineos Grenadiers \| + 0" \| \| 5. \| David Gaudu \| Francja \| Groupama-FDJ \| + 0" \| \| 6. \| Mauro Schmid \| Szwajcaria \| Quick-Step Alpha Vinyl \| + 22" \| \| 7. \| Giovanni Aleotti \| Włochy \| Bora-Hansgrohe \| + 22" \| \| 8. \| Romain Bardet \| Francja \| Team DSM \| + 22" \| \| 9. \| Pello Bilbao \| Hiszpania \| Bahrain Victorious \| + 28" \| \| 10. \| Warren Barguil \| Francja \| Arkéa-Samsic \| + 31" \| \| 11. \| Mikkel Frølich Honoré \| Dania \| Quick-Step Alpha Vinyl \| + 31" \| \| 12. \| Toms Skujiņš \| Łotwa \| Trek-Segafredo \| + 35" \| \| 13. \| Michael Matthews \| Australia \| BikeExchange-Jayco \| + 35" \| \| 14. \| Georg Zimmermann \| Niemcy \| Intermarché-Wanty-Gobert Matériaux \| + 35" \| \| 15. \| Sep Vanmarcke \| Belgia \| Israel-Premier Tech \| + 35" \| \| 16. \| Greg Van Avermaet \| Belgia \| AG2R Citroën Team \| + 35" \| \| 17. \| Diego Ulissi \| Włochy \| UAE Team Emirates \| + 35" \| \| 18. \| Attila Valter \| Węgry \| Groupama-FDJ \| + 35" \| \| 19. \| Pierre Latour \| Francja \| TotalEnergies \| + 35" \| \| 20. \| Benoît Cosnefroy \| Francja \| AG2R Citroën Team \| + 35" \| |                       |                 |                                    |            |
| |                       |                 |                                    |            |
| Źródło: ProCyclingStats |                       |                 |                                    |            |
| Klasyfikacja generalna |                       |                 |                                    |            |
| Kolarz | Kolarz                | Państwo         | Drużyna                            | Czas       |
| 1. | Tadej Pogačar         | Słowenia        | UAE Team Emirates                  | 5h 59' 38" |
| 2. | Wout van Aert         | Belgia          | Jumbo-Visma                        | + 0"       |
| 3. | Andrea Bagioli        | Włochy          | Quick-Step Alpha Vinyl             | + 0"       |
| 4. | Adam Yates            | Wielka Brytania | Ineos Grenadiers                   | + 0"       |
| 5. | David Gaudu           | Francja         | Groupama-FDJ                       | + 0"       |
| 6. | Mauro Schmid          | Szwajcaria      | Quick-Step Alpha Vinyl             | + 22"      |
| 7. | Giovanni Aleotti      | Włochy          | Bora-Hansgrohe                     | + 22"      |
| 8. | Romain Bardet         | Francja         | Team DSM                           | + 22"      |
| 9. | Pello Bilbao          | Hiszpania       | Bahrain Victorious                 | + 28"      |
| 10. | Warren Barguil        | Francja         | Arkéa-Samsic                       | + 31"      |
| 11. | Mikkel Frølich Honoré | Dania           | Quick-Step Alpha Vinyl             | + 31"      |
| 12. | Toms Skujiņš          | Łotwa           | Trek-Segafredo                     | + 35"      |
| 13. | Michael Matthews      | Australia       | BikeExchange-Jayco                 | + 35"      |
| 14. | Georg Zimmermann      | Niemcy          | Intermarché-Wanty-Gobert Matériaux | + 35"      |
| 15. | Sep Vanmarcke         | Belgia          | Israel-Premier Tech                | + 35"      |
| 16. | Greg Van Avermaet     | Belgia          | AG2R Citroën Team                  | + 35"      |
| 17. | Diego Ulissi          | Włochy          | UAE Team Emirates                  | + 35"      |
| 18. | Attila Valter         | Węgry           | Groupama-FDJ                       | + 35"      |
| 19. | Pierre Latour         | Francja         | TotalEnergies                      | + 35"      |
| 20. | Benoît Cosnefroy      | Francja         | AG2R Citroën Team                  | + 35"      |